# Gran Premio d'Ungheria 1987
Il Gran Premio d'Ungheria 1987 è stato il 445º Gran Premio di Formula 1 della storia, corso il 9 agosto 1987 all'Hungaroring. Fu la nona gara del Campionato Mondiale di Formula 1 1987.

## Qualifiche
| Pos | No | Pilota             | Costruttore              | Q1       | Q2       | Distacco |
| --- | -- | ------------------ | ------------------------ | -------- | -------- | -------- |
| 1   | 5  | Nigel Mansell      | Williams - Honda         | 1'28"047 | 1.28:682 |          |
| 2   | 28 | Gerhard Berger     | Ferrari                  | 1.31:080 | 1'28"549 | +0"502   |
| 3   | 6  | Nelson Piquet      | Williams - Honda         | 1.30:842 | 1'29"724 | +1"677   |
| 4   | 1  | Alain Prost        | McLaren - TAG Porsche    | 1'30"156 | 1.30:327 | +2"109   |
| 5   | 27 | Michele Alboreto   | Ferrari                  | 1.30:472 | 1'30"310 | +2"263   |
| 6   | 11 | Ayrton Senna       | Lotus - Honda            | 1.31:387 | 1'30"387 | +2"340   |
| 7   | 20 | Thierry Boutsen    | Benetton - Ford          | 1'30"748 | 1.30:810 | +2"701   |
| 8   | 2  | Stefan Johansson   | McLaren - TAG Porsche    | 1'31"228 | 1.31:940 | +3"181   |
| 9   | 17 | Derek Warwick      | Arrows - Megatron        | 1'31"416 | 1.34:386 | +3"369   |
| 10  | 7  | Riccardo Patrese   | Brabham - BMW            | 1'31"586 | 1.32:422 | +3"539   |
| 11  | 18 | Eddie Cheever      | Arrows - Megatron        | 1'32"336 | 1.33:700 | +4"289   |
| 12  | 19 | Teo Fabi           | Benetton - Ford          | 1'32"452 | 1.32:639 | +4"405   |
| 13  | 8  | Andrea De Cesaris  | Brabham - BMW            | 1'32"628 | 1.43:913 | +4"581   |
| 14  | 3  | Philippe Streiff   | Tyrrell - Ford           | 1'33"644 | 1.34:383 | +5"597   |
| 15  | 30 | Philippe Alliot    | Lola Larrousse - Ford    | 1'33"777 | 1.34:014 | +5"730   |
| 16  | 4  | Jonathan Palmer    | Tyrrell - Ford           | 1.34:398 | 1'33"895 | +5"848   |
| 17  | 12 | Satoru Nakajima    | Lotus - Honda            | 1'34"297 | 1.34:476 | +6"250   |
| 18  | 16 | Ivan Capelli       | March - Ford             | 1.34:950 | 1'34"426 | +6"379   |
| 19  | 25 | René Arnoux        | Ligier - Megatron        | 1.35:346 | 1'34"518 | +6"471   |
| 20  | 24 | Alessandro Nannini | Minardi - Motori Moderni | 1.34:796 | 1'34"770 | +6"723   |
| 21  | 21 | Alex Caffi         | Osella - Alfa Romeo      | 1.36:693 | 1'35"594 | +7"547   |
| 22  | 9  | Martin Brundle     | Zakspeed                 | 1'35"754 | 1.35:818 | +7"707   |
| 23  | 10 | Christian Danner   | Zakspeed                 | 1'35"930 | 1.36:371 | +7"883   |
| 24  | 23 | Adrián Campos      | Minardi - Motori Moderni | 1'36"067 | 1.37:948 | +8"020   |
| 25  | 26 | Piercarlo Ghinzani | Ligier - Megatron        | 1.36:411 | 1'36"109 | +8"062   |
| 26  | 14 | Pascal Fabre       | AGS - Ford               | 1.38:803 | 1'37"730 | +9"683   |

## Riassunto della gara

### Pre-gara
Prima della gara si diffuse la notizia, poi ufficializzata, dell'addio di Ayrton Senna alla Lotus. Per la stagione seguente il brasiliano fu sostituito dal connazionale Nelson Piquet, ed andò a sua volta a sostituire Stefan Johansson in McLaren, gareggiando al fianco di Alain Prost.

### Il Gran Premio
Le qualifiche videro a sorpresa un ritorno di competitività da parte della Ferrari, con Gerhard Berger che si piazzò secondo, dietro all'ormai consueto poleman di stagione Nigel Mansell. La seconda fila era composta dall'altra Williams di Nelson Piquet e dalla McLaren di Alain Prost.
Alla partenza della gara Mansell mantenne la leadership davanti a Berger, che riprese la seconda posizione su Piquet dopo averla temporaneamente persa a causa di una leggera esitazione al via. Successivamente Piquet perse anche la terza posizione in favore di Alboreto: così la situazione si delineò con Mansell a guidare davanti alle due Ferrari, con Piquet quarto davanti a Senna, Prost, Boutsen e Johansson. La gara di Berger, partita sotto i migliori auspici, fu di breve durata, perché al 13º giro la Ferrari ebbe un guasto al differenziale che costrinse l'austriaco al ritiro. Questo fece salire Alboreto in seconda posizione davanti a Piquet. Quest'ordine rimase invariato, eccetto per un sorpasso di Piquet su Alboreto al 29º giro.
Al 44º giro il pilota italiano fu costretto al ritiro per la rottura del motore Ferrari, e nello stesso giro Prost sorpassò Boutsen. A 5 giri dalla fine, quando Mansell sembrava avviato alla vittoria, la sua Williams perse un dado allo pneumatico posteriore destro e l'inglese fu costretto per la seconda volta di fila in stagione al ritiro quando il primo posto sembrava suo.
Piquet si fece trovare pronto, come in Germania, ad approfittare del guasto del compagno di squadra e conquistò la sua seconda vittoria stagionale davanti al connazionale Ayrton Senna ed al francese Alain Prost. In quarta posizione si piazzò Boutsen, davanti a Patrese e Warwick, che raccolse l'ultimo punto disponibile.

## Ordine d'arrivo
| Pos    | N° | Pilota             | Team                     | Giri | Tempo/Ritiro                        | Partenza | Punti |
| ------ | -- | ------------------ | ------------------------ | ---- | ----------------------------------- | -------- | ----- |
| 1      | 6  | Nelson Piquet      | Williams - Honda         | 76   | 1h59'26"793                         | 3        | 9     |
| 2      | 12 | Ayrton Senna       | Lotus - Honda            | 76   | + 37"727                            | 6        | 6     |
| 3      | 1  | Alain Prost        | McLaren - TAG Porsche    | 76   | + 1'27"456                          | 4        | 4     |
| 4      | 20 | Thierry Boutsen    | Benetton - Ford          | 75   | + 1 giro                            | 7        | 3     |
| 5      | 7  | Riccardo Patrese   | Brabham - BMW            | 75   | + 1 giro                            | 10       | 2     |
| 6      | 17 | Derek Warwick      | Arrows - Megatron        | 74   | + 2 giri                            | 9        | 1     |
| 7 (1)  | 3  | Jonathan Palmer    | Tyrrell - Ford           | 74   | + 2 giri                            | 16       |       |
| 8      | 18 | Eddie Cheever      | Arrows - Megatron        | 74   | + 2 giri                            | 11       |       |
| 9 (2)  | 4  | Philippe Streiff   | Tyrrell - Ford           | 74   | + 2 giri                            | 14       |       |
| 10 (3) | 16 | Ivan Capelli       | March - Ford             | 74   | + 2 giri                            | 18       |       |
| 11     | 24 | Alessandro Nannini | Minardi - Motori Moderni | 73   | + 3 giri                            | 20       |       |
| 12     | 26 | Piercarlo Ghinzani | Ligier - Megatron        | 73   | + 3 giri                            | 25       |       |
| 13 (4) | 14 | Pascal Fabre       | AGS - Ford               | 71   | + 5 giri                            | 26       |       |
| 14     | 5  | Nigel Mansell      | Williams - Honda         | 70   | Problema al dado ruota              | 1        |       |
| Rit    | 21 | Alex Caffi         | Osella - Alfa Romeo      | 64   | Problema al sistema di carburazione | 21       |       |
| Rit    | 25 | René Arnoux        | Ligier - Megatron        | 57   | Problemi elettrici                  | 19       |       |
| Rit    | 30 | Philippe Alliot    | Lola Larrousse - Ford    | 48   | Incidente                           | 15       |       |
| Rit    | 9  | Martin Brundle     | Zakspeed                 | 45   | Problemi al turbo                   | 22       |       |
| Rit    | 27 | Michele Alboreto   | Ferrari                  | 43   | Motore                              | 5        |       |
| Rit    | 8  | Andrea De Cesaris  | Brabham - BMW            | 43   | Cambio                              | 13       |       |
| Rit    | 2  | Stefan Johansson   | McLaren - TAG Porsche    | 14   | Cambio                              | 8        |       |
| Rit    | 19 | Teo Fabi           | Benetton - Ford          | 14   | Cambio                              | 12       |       |
| Rit    | 23 | Adrián Campos      | Minardi - Motori Moderni | 14   | Testacoda                           | 24       |       |
| Rit    | 28 | Gerhard Berger     | Ferrari                  | 13   | Problemi al differenziale           | 2        |       |
| Rit    | 10 | Christian Danner   | Zakspeed                 | 3    | Motore                              | 23       |       |
| Rit    | 11 | Satoru Nakajima    | Lotus - Honda            | 1    | Problemi all'albero motore          | 17       |       |

Tra parentesi le posizioni valide per il Jim Clark Trophy, per le monoposto con motori N/A

## Classifiche

### Piloti
| *  | Pilota            | Punti |
| -- | ----------------- | ----- |
| 1  | Nelson Piquet     | 48    |
| 2  | Ayrton Senna      | 41    |
| 3  | Nigel Mansell     | 30    |
| 4  | Alain Prost       | 30    |
| 5  | Stefan Johansson  | 19    |
| 6  | Gerhard Berger    | 9     |
| 7  | Michele Alboreto  | 8     |
| 8  | Satoru Nakajima   | 6     |
| 9  | Thierry Boutsen   | 5     |
| 10 | Andrea De Cesaris | 4     |
| 11 | Eddie Cheever     | 4     |
| 12 | Jonathan Palmer   | 4     |
| 13 | Philippe Streiff  | 4     |
| 14 | Teo Fabi          | 3     |
| 15 | Derek Warwick     | 3     |
| 16 | Martin Brundle    | 2     |
| 17 | Riccardo Patrese  | 2     |
| 18 | René Arnoux       | 1     |
| 19 | Ivan Capelli      | 1     |
| 20 | Philippe Alliot   | 1     |

### Costruttori
| *  | Team                  | Punti |
| -- | --------------------- | ----- |
| 1  | Williams - Honda      | 78    |
| 2  | McLaren - TAG Porsche | 49    |
| 3  | Lotus - Honda         | 47    |
| 4  | Ferrari               | 17    |
| 5  | Tyrrell - Ford        | 8     |
| 6  | Benetton - Ford       | 8     |
| 7  | Arrows - Megatron     | 7     |
| 8  | Brabham - BMW         | 6     |
| 9  | Zakspeed              | 2     |
| 10 | Ligier - Megatron     | 1     |
| 11 | March - Ford          | 1     |
| 12 | Lola Larrousse - Ford | 1     |

### Trofeo Jim Clark
| Pos | Pilota           | Punti |
| --- | ---------------- | ----- |
| 1   | Jonathan Palmer  | 57    |
| 2   | Philippe Streiff | 45    |
| 3   | Pascal Fabre     | 35    |
| 4   | Philippe Alliot  | 19    |
| 5   | Ivan Capelli     | 10    |

### Trofeo Colin Chapman
| Pos | Team           | Punti |
| --- | -------------- | ----- |
| 1   | Tyrrell-Ford   | 102   |
| 2   | AGS-Ford       | 35    |
| 3   | Larrousse-Ford | 19    |
| 4   | March-Ford     | 10    |